# Nové Dvory (Ústí nad Labem)
Nové Dvory é uma comuna checa localizada na região de Ústí nad Labem, distrito de Litoměřice.